# Phoebus z Lusignanu

Znak království Malé Arménie za vlády rodu Lusignanů

Phoebus z Lusignanu (v portugalštině nazývaný Febo, zemřel po červenci 1485 v Římě) byl titulární maršál v křižáckém království Malá Arménie a titulární baron ze Sidonu.
Byl levoboček Petra z Lusignanu a neznámé matky, nicméně v roce 1428 byl spolu se svým bratrancem Guyem z Lusignanu papežemem Martinem V. legitimizován.
Phoebus z Lusignanu byl ženatý, měl dvě děti, syna a dceru:
- Hugo z Lusignanu, pán v Menicu a Acaqui
- Eleonora z Lusignanu, byla dvakrát vdaná za Soffreda Crispa, pána z Nisyrosu a podruhé za Vasca Gil Monize.